# Джордж Мурад
Джордж Мурад (араб. جورج مراد, швед. George Mourad, нар. 18 вересня 1982, Бейрут) — сирійський футболіст, нападник клубу «Циндао Чжуннен».

## Клубна кар'єра
У дорослому футболі дебютував 2000 року виступами за команду клубу «Вестра Фрелунда», в якій провів чотири сезони, взявши участь у 58 матчах чемпіонату.
Згодом з 2004 по 2007 рік грав у складі «Гетеборга», а 206 року ненадовго віддавався в оренду в італійську «Брешію».
Своєю грою за останню команду привернув увагу представників тренерського штабу клубу «Віллем II», до складу якого приєднався 2007 року. Відіграв за команду з Тілбурга наступні три сезони своєї ігрової кар'єри.
Після цього виступав за норвезький «Тромсе», португальський «Портімоненсі», іранський «Мес» та шведську «Сиріанска», проте в жодній з команд надовго не затримувався.
До складу клубу «Циндао Чжуннен» приєднався в лютому 2013 року. Наразі встиг відіграти за команду з Ціндао 4 матчі в національному чемпіонаті.

## Виступи за збірні
2005 року провів два матчі у складі національної збірної Швеції.
2011 року став виступати за збірну Сирії, зігравши у кваліфікації до ЧС-2014 і навіть забив один гол. Проте незабаром його збірна була дискваліфікована з турніру через порушення правил натуралізації.